# II bitwa pod Ignacewem
II bitwa pod Ignacewem – bitwa stoczona 9 czerwca 1863 roku pod Ignacewem między powstańcami styczniowymi a Rosjanami.
Siły powstańcze, dowodzone przez Edmunda Calliera, pokonały nadciągającą kolumnę wojsk rosyjskich, składającą się z dwóch rot piechoty, huzarów i Kozaków.
9 czerwca 1863 roku pod Ignacewem zginęło 4 Polaków a 10 odniosło rany. Rosjanie mieli stracić 70 zabitych i rannych żołnierzy.